# Ia io
Ia io es una especie de murciélago de la familia Vespertilionidae.

## Distribución geográfica
Se encuentra en la India Nepal, Birmania, Tailandia, Laos, Vietnam y China.